# Niedersächsischer Jäger
Niedersächsischer Jäger ist ein regionales Jagdmagazin, das vom dlv Deutscher Landwirtschaftsverlag GmbH herausgegeben wird. Das Hauptaugenmerk der Fachzeitschrift liegt auf jagdlich relevanten Themen in Niedersachsen. Schwerpunkte liegen in der Jagdpraxis, Jagdausrüstung, Wildbretverwertung und der Wildkunde. Das Heft erscheint 22-mal im Jahr und ist das offizielle Mitteilungsblatt der Landesjägerschaft Bremen (LJB) und der Landesjägerschaft Niedersachsen (LJN). Das Magazin hat eine verbreitete Auflage von 14.471 Exemplaren (Q1/2023). Erstmals erschien die Zeitschrift im Jahr 1956. 

## Chefredakteur
Zum 1. August 2019 übernahm Redaktionsleiter Benedikt Schwenen die Chefredaktion des Jagdmagazins, nachdem der langjährige Chefredakteur Dieter Bartsch in den Ruhestand getreten war. Seit Juni 2022 ist der Chefredakteur Martin Weber. Redaktionsstandort ist Hannover unter der Leitung von Helena von Hardenberg.